# 约翰·索尔兹伯里
约翰·索尔兹伯里（英語：John Salisbury，1934年1月26日—），英国男子田径运动员，主攻400米短跑。他曾代表英国参加1956年夏季奥林匹克运动会田径比赛，获得男子4×400米接力铜牌。